# Zdzisław Hoffmann
Zdzisław Hoffmann (Świebodzin, 27 de agosto de 1959) é um antigo atleta polaco, especialista em triplo salto. Foi campeão do mundo na primeira edição dos Campeonatos Mundiais, realizada em Helsínquia em 1983, com um salto de 17,42 metros. Três anos antes tivera uma participação discreta nos Jogos Olímpicos de Moscovo, onde nem sequer atingiu a final.

A sua melhor marca foi obtida em Madrid, em 1985, com um salto de 17,53 metros. Esteve ainda presente na final dos Campeonatos Mundiais de Roma, em 1987, onde não fez melhor que o 12º lugar.